# La belle indifférence

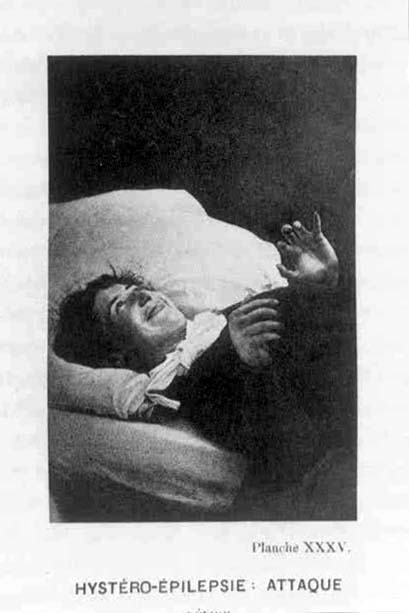
Leende kvinna med ett hysteriskt epilepsiliknande anfall. Under hysteriska anfall förekommer kroppsliga symtom som inte beror på någon kroppslig sjukdom. La belle indifférence betecknar det säregna beteendet under sådana anfall, och innebär att de drabbade är artiga och lugna under de föregivna kroppsliga problemen.

La belle indifférence är ett beteendesymtom som kan förekomma hos dem som har dissociativa motoriska störningar, dissociation med inslag av somatisering, vilken kännetecknas av en kombination av artigt uppträdande och likgiltighet inför sina symtom.
La belle indifférence är franska för 'den sköna likgiltigheten', och finns tidigast belagd av Sigmund Freud i hans beskrivning av "Elizabeth von R" i Studier i hysteri (1895). Freud påstod senare att han lånat termen av Jean Martin Charcot. Under början av 1900-talet var la belle indifférence ett symtom som ofta beskrevs i anslutning till forskning om hysteri, och sammankopplades särskilt ofta med patienter som led av hypestesi och paralys. Det förekommer sporadiskt som symtom i ICD-10 och DSM-IV.
La belle indifférence kunde till en början uppfattas olika av forskare. Pierre Janet uppfattade det som en anmärkningsvärd likgiltighet inför vissa "sensoriska stigmata", bedrägligt somatiska symtom som följde av hysterin, till exempel fullständigt känslobortfall (anestesi), och vilka hade oroat andra patienter. Sigmund Freud menade att la belle indifférence berodde på att patienterna överförde en riktig ångest (en inre konflikt) till en ångest som de kunde hantera (en somatisering), och att somatiseringen innebar att patienten kunde uppvisa ett (falskt) tappert ansikte inför läkaren, vilket var ett slags sjukdomsvinst. La belle indifférence brukar ibland tas som belägg för att patienten är medveten om att de kroppsliga symtomen är påhittade, patienten vet att det inte finns något att oroa sig för.
Som regel är det symtomen av somatiseringarna som patienten tar upp med läkaren, inte hysterin i sig. Dessa symtom, som inte beror på faktiska sjukdomar, framställer patienten som har la belle indifférence med en påfallande lugn och artig likgiltighet. Många gånger visar det sig efter en intervju att den trevliga artigheten inte är äkta, utan att den döljer ångest eller depression, och att den ofta beror på att patienten är rädd för att klassas som psykiskt sjuk. Flera patienter med la belle indifférence har stunder under läkarbesöket när de är frånvarande mentalt.
Anosognosi och anosodiafori är två liknande beteendesymtom som likaså handlar om likgiltighet inför en sjukdom. I  dessa fall är det dock riktiga sjukdomar och har kunnat sammankopplas med störningar (exempelvis stroke) i högra hjärnhalvan. Det saknas likartade fysiska förklaringar för la belle indifférence varför beteckningen är kontroversiell och sällan brukad. Det förekommer dock som symtom på olika dissociativa motoriska störningar i ICD-10, och i symtombilden av konversionsstörning i DSM-IV.